# Gaillac-d'Aveyron
 Gaillac-d'Aveyron  là một xã ở tỉnh Aveyron, thuộc vùng Occitanie ở miền nam nước Pháp.